# Бор (син Пентіла)
Бор (дав.-гр. Βῶρος) — персонаж давньогрецької міфології, цар Пілоса і Мессенії.

## Життєпис
За різними міфами син або батько царя Пентіла згідно з Павсанієм тиа Гелланіком відповідно. Його дружиною була Лісидіка. Бор був батьком або братом царя Андропомпа, що йому спадкував.